# الرجل الذئب (فلم)
الرجل الذئب (بالإنجليزية: The Wolfman) هو فيلم رعب تم إنتاجه في الولايات المتحدة، وصدر في سنة 2010. الفيلم من إخراج جو جونستون.

## طاقم التمثيل
- بينيشيو ديل تورو
- أنتوني هوبكنز
- إيميلي بلنت
- هوغو ويفنغ

## القصة
يعود اورنس تالبوت الممثل المشهور إلى قريته بعد مقتل شقيقه، وفي حين كان يبحت عن أدلة في مخيم الغجر تعرض لهجوم على يد كائن غريب قام بعضه، فانتقلت إليه لعنة تحوله إلى ذئب كلما يكتمل القمر، ومنذ ذلك الحين بدأ الناس يرونه خطراً عليهم فقرروا التخلص منه حيث إنه في أحد الليالي بعد تجوله في الغابات وجده الناس قام أحد الاطباء بتعذيبه ظنا ًان ذلك قد يوقف اللعنة لكن بدل ذلك تحول وقتله ثم اختباء عنهم من ثم رأى الرجل الذي قتل شقيقه ولكنه لم يكن يعرف ان ذئب فتقاتلاء

## الميزانية والإيرادات
بلغت تكلفة إنتاج الفيلم حوالي 150 مليون دولار بينما حقق أرباحاً تقدر بـ 139,789,765 دولار.

### ترشيحات وجوائز
| السنة | الحدث  | الفئة               | النتيجة |
| ----- | ------ | ------------------- | ------- |
|       | أوسكار | أفضل مستحضرات تجميل | فوز     |

## وصلات خارجية
- مقالات تستعمل روابط فنية بلا صلة مع ويكي بيانات